# Brocciu
Brocciu (korsikanska) är en korsikansk färskost av opastöriserad får- eller getmjölk och påminner om ricotta. Den äts normalt inom 48 timmar efter tillverkning men den går att lagra om den får rinna av och saltas. Det blev den första ost som är gjord på vassle som fick en appellation, vilket skedde år 1988.
Osten har form efter det durkslag från vilken den fått rinna av och har normalt en vikt på 0,5–1 kilogram. Den säljs lokalt i returkorgar på marknader. Brocciu äts med sylt eller salt och peppar till frukost eller som den är tillsammans med marc. Den används också som ingrediens vid bakning, i omeletter eller cannelloni. Den är huvudingrediens i citronostkakan fiadone.

## Produktion
Vasslen värms till 35°C varefter salt och mjölk tillsätts. Blandningen värms till 90°C under omrörning och de fasta, vita klumpar som då bildas läggs i durkslag och får rinna av. Produktion av osten på lantgård kallas fermier, i mindre skala kallas tillverkningen hantverksmässig, artisanal, och i större skala för coopérative.